# Прапор Оленівки (Крим)
Пра́пор Оленівки — офіційний символ села Оленівка. Прапор затверджено 8 вересня 2010 року рішенням Оленівської сільської ради. 

## Опис
Прямокутне полотнище із співвідношенням ширини до довжини як 2:3, що складається з двох горизонтальних смуг: синьої і червоної (співвідношення їх ширин становлять 2:1), розділених вузькою білою смужкою. У центрі — герб села.